# Уништа (Босанско Грахово)
Уништа су насељено мјесто у Босни и Херцеговини, у општини Босанско Грахово, које административно припада Федерацији Босне и Херцеговине. Према попису становништва из 2013. у насељу је живјело 176 становника.

## Географија
Уништа се налазе на западним падинама планине Динаре, на самој граници Босне и Херцеговине и Републике Хрватске. Специфична су по томе што им је приступ могућ једино из Републике Хрватске из смера села Кијева у Врличкој крајини. Да би се стигло до општинског центра Босанског Грахова које се налази с друге стране планине Динаре потребно је обићи планину, прећи државну границу између Босне и Хрватске и све скупа прећи 75 km.

## Историја
"Када су први Гризељи, Галиоти и Самарџије овамо, прије скоро два столећа, дошли из Херцеговине, своје су куће почели зидати управо под обронцима Динаре. Неколико дана касније, када су се вратили по ствари и остале чланове породице, они који су остајали на њиховим дотадашњим огњиштима питали су их камо су се то запутили. „А у ништа!", рекао је резигнирано сеоски харамбаша и село је тако, без много дилеме, добило и своје име." Село је било беспутно и безводно.
Током Другог светског рата, 3. октобра 1942. у селу Уништа формирана је Друга далматинска пролетерска ударна бригада.
Током распада Југославије, на дан славе Св. Јована Крститеља, 20. јануара 1991. године, Уништа су се отцепила од СР БиХ у СФРЈ и прикључила новоствореној држави Републици Српској Крајини, те остала у саставу ове државе до напада Републике Хрватске на Крајину у лето 1995. године. У акцији Олуја сво српско становништво Уништа је протерано а њихове куће су спаљене и порушене.

## Становништво
Уништа и Корита су до 1991. године била насеља са хрватском већином у општини Босанско Грахово.
Од укупно 216 становника према попису из 1991. године национални састав становништва је био следећи:
| Националност       | 2013.        | 1991.        | 1981.        | 1971.        | 1961.        |
| Срби               | 4 (2,27%)    | 97 (44,91%)  | 142 (42,14%) | 184 (49,07%) | 177 (44,81%) |
| Хрвати             | 172 (97,73%) | 117 (54,17%) | 163 (48,37%) | 189 (50,40%) | 216 (54,68%) |
| Југословени        | 0            | 0            | 30 (8,90%)   | 0            | 2 (0,51%)    |
| остали и непознато | 0            | 2 (0,92%)    | 2 (0,59%)    | 2 (0,53%)    | 0            |
| Укупно             | 176          | 216          | 337          | 375          | 395          |

## Презимена
Презимена у насељу Уништа 1991. године била су:
- Галиот — Католици
- Гризељ — Католици
- Ковачевић — Православци, славе Св. Јована
- Маљковић — Православци, славе Св. Јована
- Петковић — Православци, славе Св. Николу
- Самарџија — Католици
- Утржен — Православци, славе Ђурђевдан

## Разно
- Весна Галиот, у естрадном свету познатија као Гала, води порекло из Уништа.[8]
- Југ Гризељ, југословенски новинар